# Special Edition
Special Edition es el primer extended play recopilatorio del dúo puertorriqueño de reguetón Ñejo & Dálmata. Fue publicado el 1 de octubre de 2012 bajo el sello Catapult. Contiene el sencillo «Automóvil», el cual tiene una remezcla con el dúo Plan B. y el sencillo «Dile a tu amiga» en el año 2022 se hizo su remezcla con Totoy El Frio y PJ Sin Suela.

## Lista de canciones
- Adaptados desde TIDAL.[3]

| N.º   | Título                  | Intérprete(s)  | Duración |  |
| 1.    | «Si yo me muero mañana» | Ñejo & Dálmata | 3:54     |  |
| 2.    | «Dile a tu amiga»       | Dálmata        | 3:34     |  |
| 3.    | «Vacilar contigo»       | Ñejo           | 3:15     |  |
| 4.    | «Automóvil»             | Ñejo & Dálmata | 3:39     |  |
| 5.    | «Alcohólica»            | Dálmata        | 3:56     |  |
| 18:14 |                         |                |          |  |